# وویجر وی‌آی‌پی نیروی هوایی سلطنتی
وویجر وی‌آی‌پی نیروی هوایی سلطنتی (به انگلیسی: VIP RAF Voyager) که با نام «وسپینا» (عنوان آن در نیروی هوایی سلطنتی) یا «بوریس فورس‌ وان» (اشاره شوخی به ایر فورس وان) نیز شناخته می‌شود، یک هواپیمای سفارشی ایرباس ای۳۳۰ام‌آرتی‌تی با شماره نظامی ZZ336 است که متعلق به نیروی هوایی سلطنتی است و اولین هواپیمای حمل و نقل ویژه (VIP) است که برای استفادهٔ کابینه دولت بریتانیا و خانواده سلطنتی بریتانیا استفاده می‌شود. 

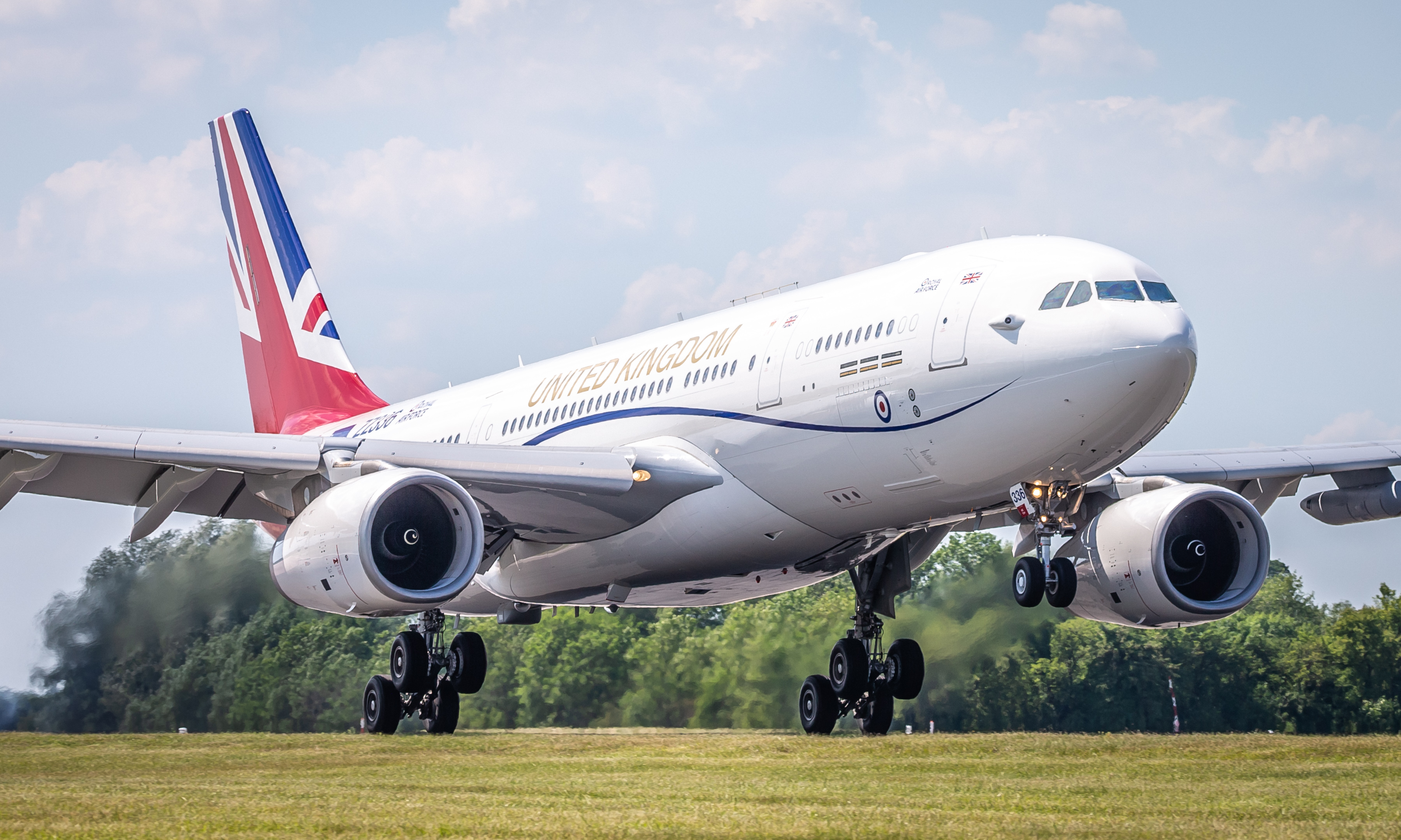
تصویری از وویجر وی‌آی‌پی نیروی هوایی سلطنتی در سال ۲۰۲۰

در حالی که نیروی هوایی سلطنتی، وویجرهای مختلفی را در اختیار دارد، وویجر وی‌آی‌پی به‌طور اختصاصی به یکی از این هواپیماها اطلاق می‌شود که با بدنهٔ ان با رنگ‌های پرچم بریتانیا طراحی شده است و دارای چیدمان صندلی کلاس تجاری و همچنین امکانات ارتباطی، مشابه چیدمان‌ هواپیماهای اختصاصی دولت‌ها، است.در سال ۱۹۹۸، اولین‌بار پیشنهاد استفاده از یک هواپیمای اختصاصی برای حمل و نقل کابینه و خانواده سلطنتی، مطرح شد.  در مارس ۲۰۰۹ به دلیل رکود اقتصادی،‌ پیشنهاد ۷ میلیون پوندی برای خرید جت خصوصی ۱۲ نفره، رد شد. تا این‌که در پایان سال ۲۰۱۵ دولت بریتانیا اعلام کرد یک وویجر را به وویجر اختصاصی تبدیل خواهد کرد. در سال ۲۰۱۶ این پروژه با هزینه‌ٔ ۱۰ میلیون پوند تکمیل شد و دیوید کامرون، نخست‌وزیر وقت، با این هواپیما به اجلاس ورشو در سال ۲۰۱۶ سفر کرد. 
در ژوئن ۲۰۲۰، نخست‌وزیر بوریس جانسون، دستور داد که طی یک برنامه‌ٔ تعمیر و نگهداری منظم، هواپیما با رنگ‌های قرمز، سفید و آبی (تم پرچم بریتانیا) رنگ‌آمیزی شود. گفته می‌شود ۹۰۰ هزار پوند برای این کار هزینه شد؛ اگرچه این مبلغ صرف کل هزینه‌های تعمیر و نگهداری شده بود.
علارغم این‌که از سال ۲۰۱۶ این هواپیما به عنوان یک هواپیمای VIP تعبیه شده است و از سال ۲۰۲۰ دارای طراحی سفارشی است، همچنان دولت بریتانیا و نیروی هوایی سلطنتی اصرار دارند که این هواپیما به اهداف نظامی خود یعنی سوخت‌گیری هوایی و حمل و نقل نیرو ادامه خواهد داد. 